# Suleiman Abdulrahman
Suleiman Abdulrahman (* 11. August 2007) ist ein Leichtathlet aus den Vereinigten Arabischen Emiraten, der sich auf den Sprint spezialisiert hat. Aktuell ist er Inhaber des Landesrekordes im 400-Meter-Lauf.

## Sportliche Laufbahn
Erste internationale Erfahrungen sammelte Suleiman Abdulrahman im Jahr 2025, als er bei den Asienmeisterschaften in Gumi mit 21,30 s im Halbfinale im 200-Meter-Lauf ausschied und mit der Mixed-Staffel über 4-mal 400 Meter in 3:25,73 min den sechsten Platz belegte.

## Persönliche Bestzeiten
- 200 Meter: 20,94 s (+1,0 m/s), 30. Mai 2025 in Gumi (U20-Landesrekord)
- 400 Meter: 45,58 s, 3. Mai 2025 in Dubai (Landesrekord)